# Persina
La persina è una tossina fungicida presente nell'avocado. È considerata generalmente innocua per gli esseri umani, ma può essere pericolosa per gli animali domestici. È un composto solubile in olio strutturalmente simile ad un acido grasso. Le foglie, la corteccia, i frutti e i semi dell'avocado sono documentati per essere dannosi su vari animali: gatti, cani, bovini, capre, conigli, ratti, cavie, uccelli, pesci e cavalli possono subire gravi danni (o addirittura morire) se li consumano. In quantità sufficiente, può causare dolorose coliche e mastiti nei cavalli, bovini e caprini; se non vengono curati tempestivamente, questi disturbi possono portare anche alla morte dell'animale. Nei cani e gatti, invece, i sintomi di avvelenamento includono irritazione gastrointestinale, vomito e diarrea. Gli uccelli sembrano essere particolarmente sensibili a questo composto tossico: esso infatti provoca loro difficoltà respiratoria, congestione, apatia, perdita del piumaggio, accumulo di liquido intorno al tessuto cardiaco, che può portare ad asfissia, coma e morte.